# 宿毛湾

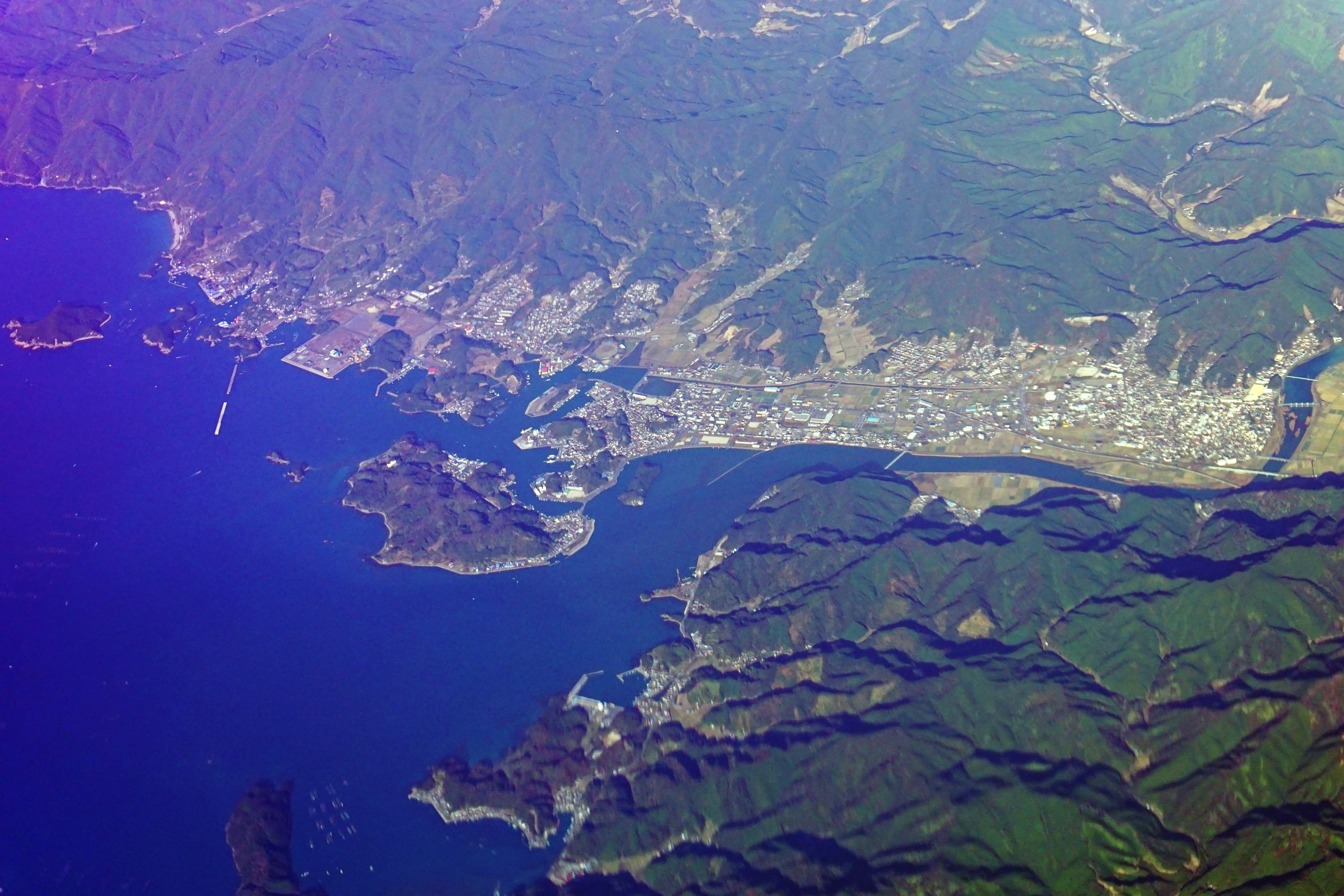
宿毛湾最奥の松田川河口部

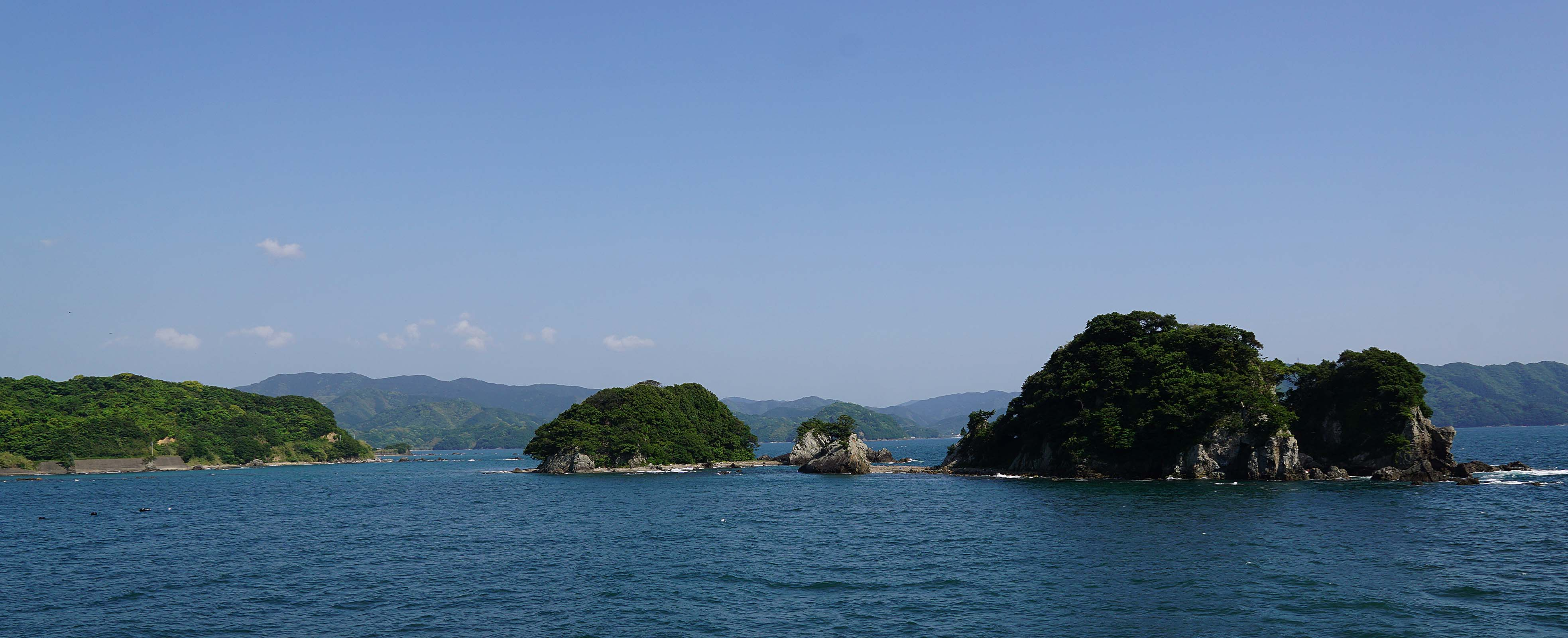
周辺の地形

宿毛湾（すくもわん）は、高知県の西部の西側にある湾。

## 地理
西側（宇和海/豊後水道）に開けた湾であり、幅約10キロメートル、奥行き約8キロメートル。湾奥には重要港湾である宿毛湾港があり、宿毛市が広がっている。湾内には大島や大藤島があり、宿毛湾港はこの大島と四国本土にまたがって建設されている。
日本海軍の泊地「宿毛湾泊地」が置かれていた。

## 利用
黒潮の恵みを受け、様々な魚種が生息する湾内ではマダイやカンパチの養殖も行なわれており、いけすが多数設置されている。高知県内でも有数の磯釣りスポットとして知られ、高知県内はもとより四国、九州、本州からも釣り客が訪れる。
第二次世界大戦前までは日本海軍の泊地として利用された歴史があり、湾内では戦艦大和を始め数多くの艦艇が海上公試(建造最終段階で行われる性能試験)を行っており、現在でも湾内で撮影された日本海軍艦艇の公式写真が数多く残されている。2010年と2011年には海上自衛隊・アメリカ海軍の寄港が見られたが、反戦団体からは懸念の声があげられた。

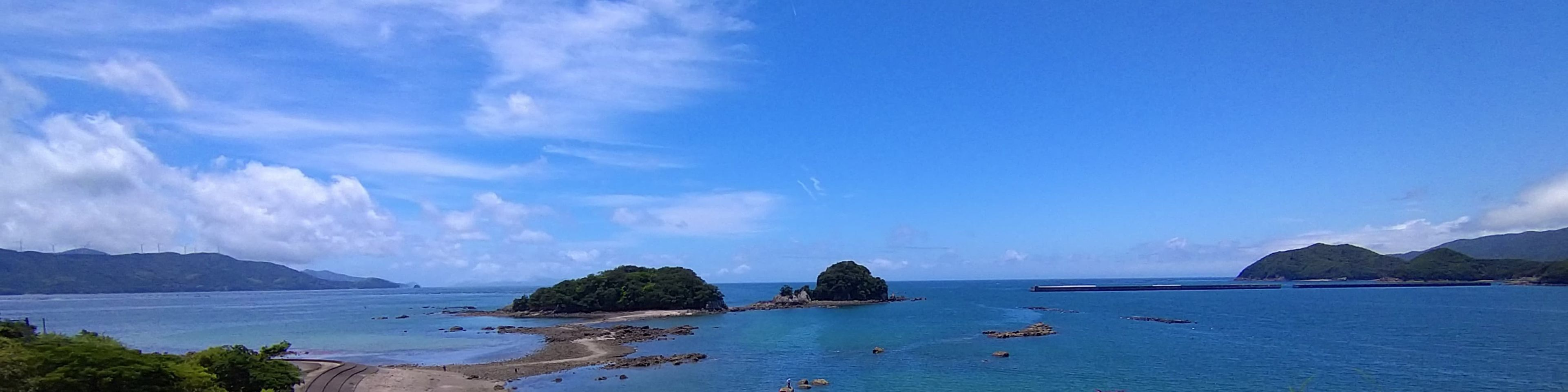
宿毛湾の咸陽島

## 観光

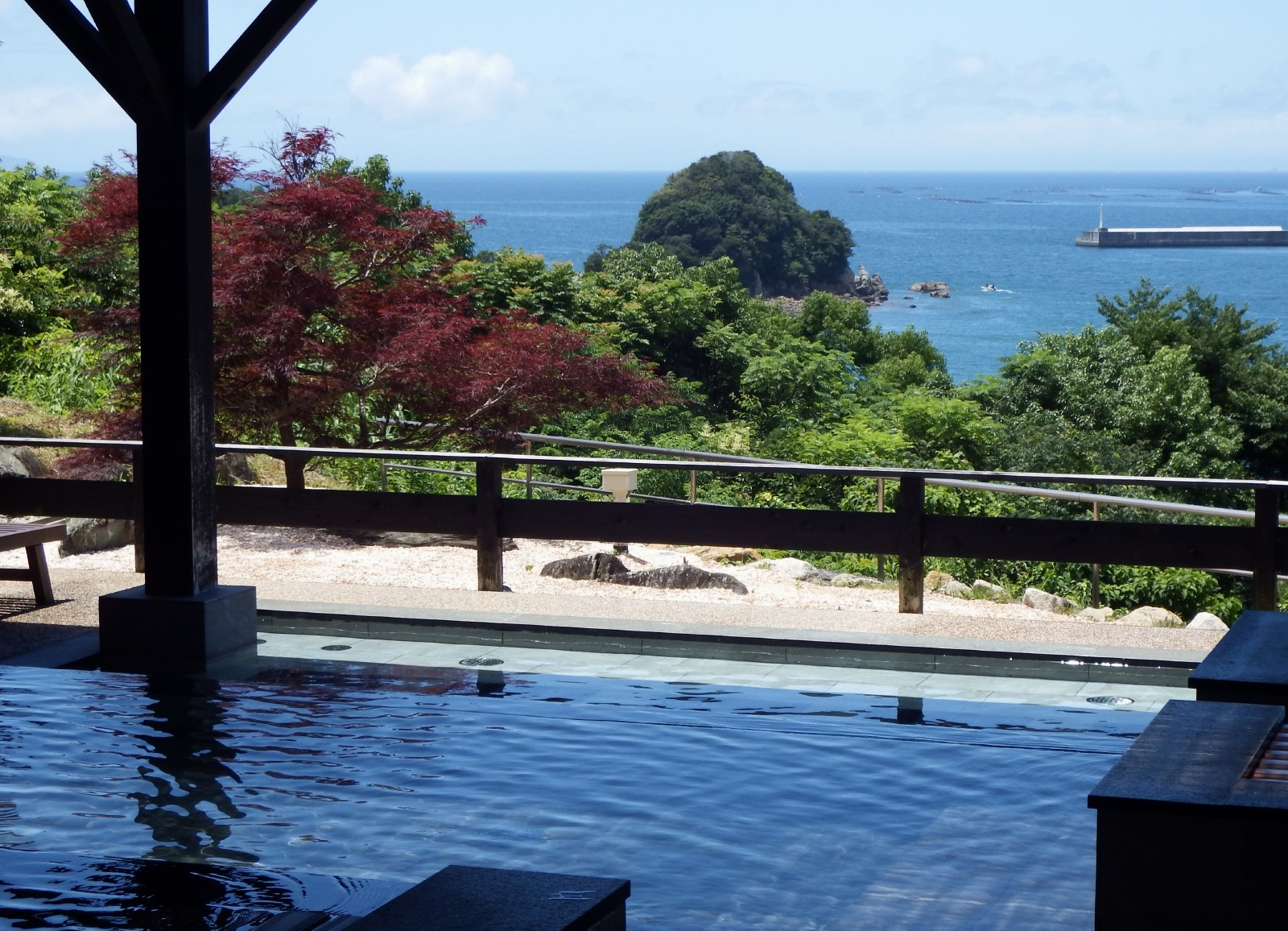
宿毛リゾート椰子の湯 露天風呂

- 宿毛リゾート椰子の湯（大島）：日帰り入浴、日帰り昼食・夕食、宿泊。テラスや露天風呂から眺める夕陽や咸陽島の景色が四国八十八景42番に選定。北緯32度54分57.401秒 東経132度41分24.477秒
- 咸陽島（かんようとう）公園：大島側にあり上記ホテルを通過して自動車で約3分海岸に下りるとあって駐車場・トイレ・シャワー室がある。ここから咸陽島まで約300m干潮時には歩いて渡ることができるが、急峻な山で海岸部分しか行けない。